# 双聖
双聖是一間全球性的連鎖冰淇淋餐廳，來自美國加州舊金山。

## 歷史
厄里·斯文森（Earle Swensen）在1948年創立了双聖，他曾在二戰時於美國海軍服役期間學會了冰淇淋的製作方式。斯文森在舊金山俄罗斯山的聯合街（Union St.）和海德街（Hyde St.）交叉口開設了第一間店，纜車軌道就位於店面旁邊。他共研發了超過150種口味。他創造了一句座右銘來行銷冰淇淋：「就和父親做的一樣好」（Good as Father Used to Make）。最初店內販售冰淇淋和其他冷凍點心（例如聖代和香蕉船等），主要為外帶服務。之後的双聖加盟店增設了室內座位，並提供多種類型的食物，包括三明治和漢堡。

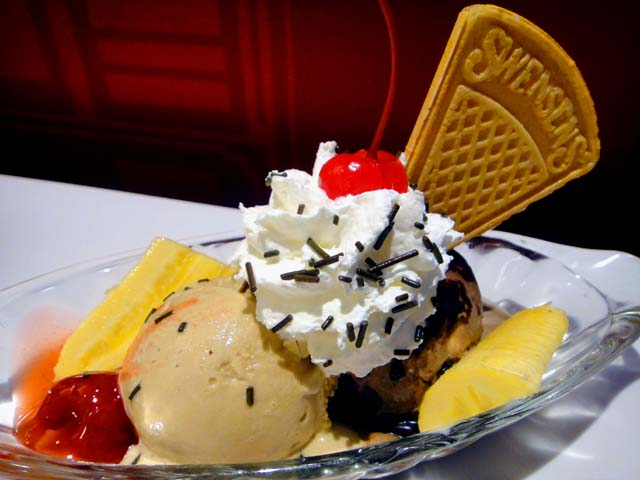
菲律賓双聖餐廳的香蕉船冰淇淋。

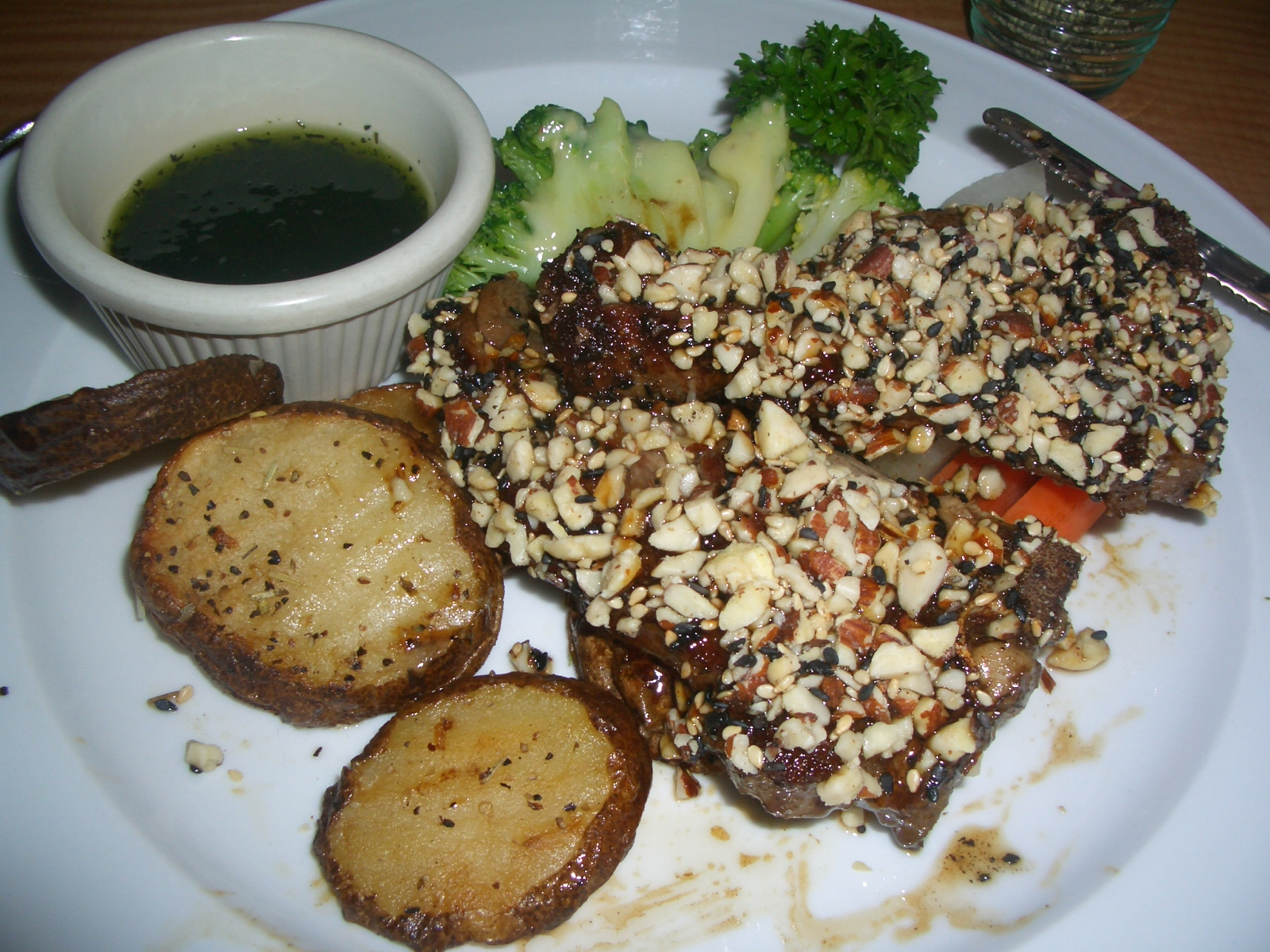
新加坡双聖的羊排佐杏仁

斯文森在1970年代將双聖冰淇淋工廠和餐廳的加盟權賣給了威廉·梅爾斯（William Meyers）和其他投資人，但保留了舊金山的獨家加盟權，並繼續親自經營當初的第一間店（目前依然繼續營業），直到斯文森在1994年去世為止。1980年代時，在移交給新的經營團隊後，双聖持續擴展並開設了400間分店，其中大多數為加盟店。然而，1990年代時双聖的餐廳數量減少了一半，接著再次被買下並在亞洲地區重新擴張。美國的大多數双聖陸續結束營業，直到剩下四間，其中包括舊金山的創始店，以及邁阿密的主要餐廳分店。
1984年3月22日，台灣第一間双聖餐廳在台北市仁愛路圓環邊開幕，營業至2016年。
現在双聖由加拿大安大略省萬錦市的「國際加盟公司」（International Franchise Corp）所擁有，該公司在2006年自冷凍食品製造商「CoolBrands International」處買下加盟經營權。双聖目前在全世界共有約300間加盟店，包括亞洲、中東、美國、南美洲、印度、台灣、新加坡、柬埔寨、馬來西亞、菲律賓、越南、泰國和寮國。

## 備註
1. ↑  台灣官方網站 （页面存档备份，存于）使用的商標寫法為「双聖」而非「雙聖」。

## 資料來源
1. ↑  . AP (New York Times). 1996-01-17  [2014-06-19]. （原始内容存档于2014-08-19）.
2. ↑  Alan Liddle. . Nation's Restaurant News. 2005-01-29.
3. ↑  . asiaone.com. 2010-03-22  [2014-08-18]. （原始内容存档于2010-03-28）.

## 外部連結
- 美國双聖官方網站（页面存档备份，存于）（英文）
- 双聖SWENSEN's美式餐飲的Facebook專頁（中文）